# André Lefort
Pour les articles homonymes, voir Lefort.
André Lefort est une éphémère série de bande dessinée créée en 1956 par Jean-Michel Charlier (scénario) et Eddy Paape (dessin), publiée dans le journal Risque-Tout. Elle n'a connu qu'un court récit en 6 planches et une histoire en 44 planches, tardivement publiée en album en 1978 par les éditions Bédéscope, le récit court demeurant inédit.
Cette série est terminée.

## Historique
Le 24 novembre 1955, les Éditions Dupuis, éditeur du Journal de Spirou, lancent un nouvel hebdomadaire dénommé Risque-Tout. Conçu par Georges Troisfontaines pour tenter de séduire un public plus âgé que celui du Journal de Spirou, il se compose d'histoires courtes des principaux héros de ce journal. Jean-Michel Charlier participe à l'aventure mais regrette le principe des histoires courtes avec des personnages déjà existants et crée alors une série policière inédite pour ce nouvel hebdomadaire intitulée André Lefort. 
Pour le dessin, Charlier s'adjoint le talent d'Eddy Paape avec lequel il a déjà travaillé sur la série Les Aventures de Jean Valhardi entre 1951 et 1953 et avec lequel il créera en 1958 la série Marc Dacier,.
Risque-Tout sera un échec commercial et la publication en sera stoppée avec le no 50 daté du 1er novembre 1956 alors que l'histoire en cours d'André Lefort, L’Énigme du diadème d’or, n'était pas terminée. Les lecteurs ne connaîtront la fin de l'histoire que grâce à la publication des deux dernières planches manquantes en 1972 par le magazine Schtroumpf à l'occasion d'un numéro consacré à Eddy Paape, puis à la publication des 44 planches de l'histoire en album, en série limitée et en noir et blanc, en 1978 par les éditions Bédéscope,.

## Description

### Résumé
André Lefort est un détective privé, accompagné dans ses enquêtes par Onésime Brûlot, un jeune photographe.
Dans L’Énigme du diadème d’or, André Lefort est chargé de surveiller le transport par bateau jusqu'à Marseille d'un trésor égyptien comprenant le masque du pharaon Tsounit II. Après que l'assistant du professeur Soltny, conservateur des trésors, a disparu en tombant à la mer, c'est le trésor qui disparaît alors qu'il était entreposé dans un château en vue de son exposition…

### Personnages
- André Lefort : un détective privé
- Onésime Brûlot : un photographe qui accompagne André Lefort dans ses enquêtes

## Publications

### Dans des périodiques
La série a été publiée dans l'hebdomadaire Risque-Tout.
- Le Dollar déchiré, récit complet de 6 planches publiée dans le no 26 du 17 mai 1956
- L’Énigme du diadème d’or, 42 planches publiées du no 29 du 7 juin 1956 au no 50 du 1er novembre 1956

### En albums
- L’Énigme du diadème d’or, 44 planches, noir et blanc, album broché, couverture souple, tirage limité à 2000 exemplaires, Bédéscope, collection Bédéscope no 6, 1978 (DL 04/1978)[7]. Le B.D.M. 2017-2018 (Trésors de la bande dessinée - catalogue encyclopédique et argus de la B.D. de collection), donne à la page 35 une cote de 35,00 € à cet album.